# Spizocorys

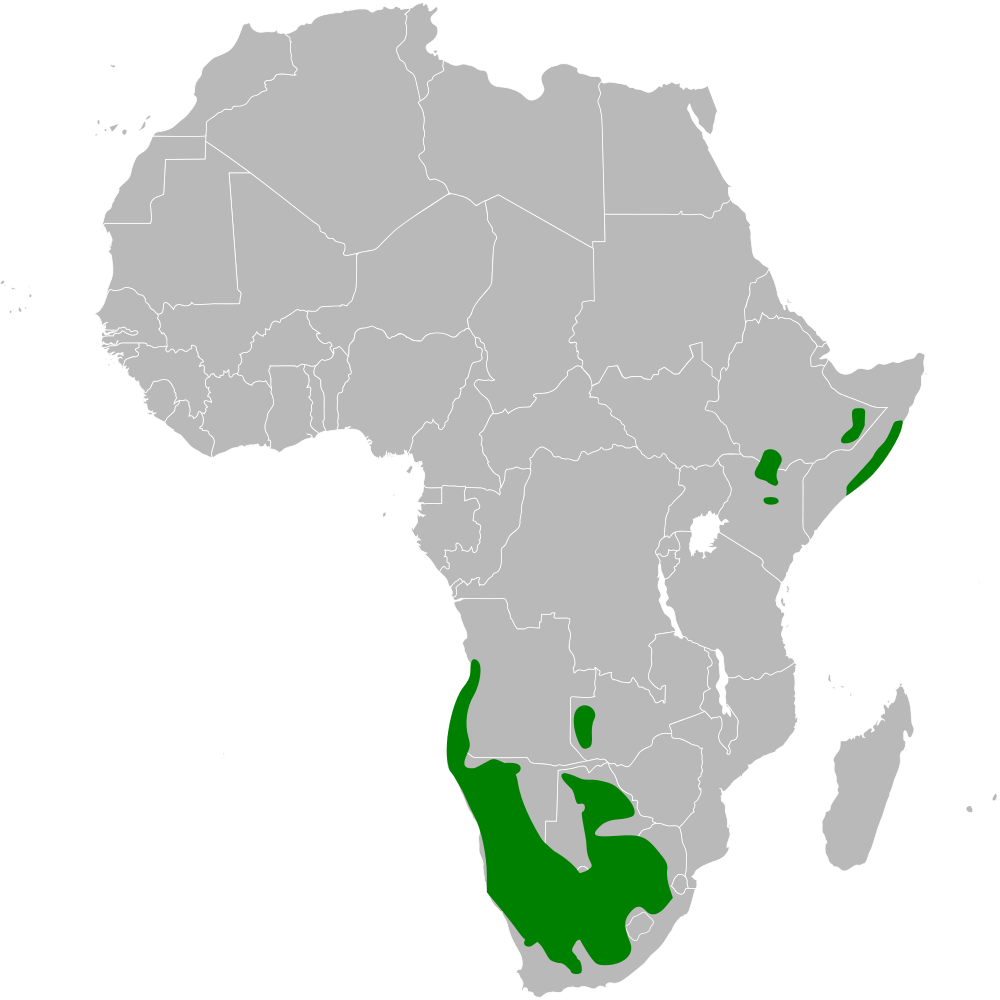
Verbreitungskarte der Gattung Spizocorys

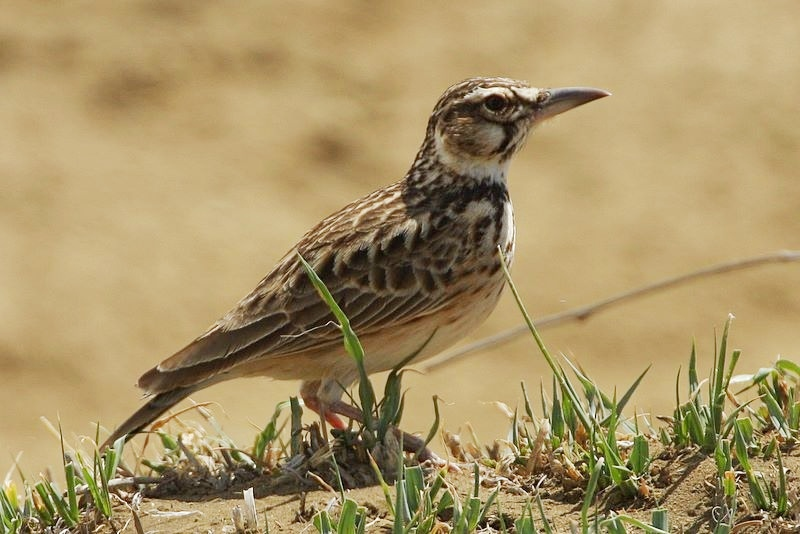
Kurzschwanzlerche, Tansania, Serengeti

Spizocorys ist eine Gattung der Lerchen. Eine deutsche Bezeichnung hat sich für diese Gattung bislang nicht eingebürgert. Es werden sieben Arten dieser Gattung zugerechnet. Während die meisten Arten dieser Gattung von der IUCN als nicht gefährdet (least concern) eingestuft werden, gilt die Finkenlerche als stark gefährdet (endangered).

## Merkmale
Die Arten der Gattung Spizocorys sind kleine Lerchen, die von ihrem Habitus zwischen Alauda und Calandrella stehen. Das Gefieder ist bei allen Arten stark gestrichelt. Der Schnabel ist bei allen Arten finkenähnlich und kürzer als die Mittelzehe mit ihrer Kralle. Anders als bei den Gattungen Mirafra, Pinarocorys, Certhilauda und Alaemon sind die Nasenlöcher mit kleinen Federchen bedeckt.
Die Flügel der Arten sind vergleichsweise lang, bei angelegtem Flügeln erreicht die Spitze fast die Schwanzspitze. Die längsten der Armschwingen sind so lang, dass sie fast bis zur Flügelspitze reichen.
Außerhalb der Brutzeit sind die Arten der Gattung gesellig und kommen in größeren Trupps vor.

## Arten und ihr jeweilige Verbreitungsgebiet
Es werden sieben Arten unterschieden;
- Rotschnabellerche (Spizocorys conirostris (Sundevall, 1850))
  - S. c. conirostris (Sundevall, 1850), Nominatform – Vorkommen in der Südafrikanischen Republik und im Nordwesten von Lesotho.
  - S. c. makawai (Traylor, 1962) – Vorkommen im Westen von Sambia.
  - S. c. harti (Benson, 1964) – Vorkommen im Südwesten von Sambia.
  - S. c. damarensis (Roberts, 1922) – Vorkommen im Norden von Namibia und im Nordwesten von Botswana.
  - S. c. crypta (Irwin, 1957) – Vorkommen im Nordosten von Botswana
  - S. c. barlowi (Roberts, 1942) – Vorkommen im Süden von Namibia, im Süden von Botswana und im Nordkosten der Südafrikanischen Republik.
- Finkenlerche (Spizocorys fringillaris (Sundevall, 1850)) – Keine Unterarten. Das Verbreitungsgebiet ist kleiner als 43.000 Quadratkilometer und liegt im Süden von Mpumalanga und im Osten der Provinz Freestate.
- Obbialerche (Spizocorys obbiensis (Whiterby, 1905)) – Keine Unterarten. Die Obbialerche ist ein Lebensraumspezialist, der lediglich in einem 2,5 Kilometer breiten und 570 Kilometer langen Streifen entlang der somalischen Küste vorkommt. Das Verbreitungsgebiet liegt zwischen Hobyo im Norden und Mogadischu im Süden.
- Maskenlerche (Spizocorys personata Sharpe, 1895)
  - S. p. personata Sharpe, 1895, Nominatform – Vorkommen im Osten Äthiopiens
  - S. p. yavelloensis (Benson, 1947) – Vorkommen vom Süden Äthiopiens bis in den Norden von Kenia.
  - S. p. mcchesneyi (Williams, JG, 1957) – Vorkommen auf dem Hochplateau des Marsabit County im Norden Kenias.
  - S. p. intensa (Rothschild, 1931) – Vorkommen im Zentralgebiet von Kenia
- Ammernlerche (Spizocorys sclateri (Shelley, 1902)) –  Keine Unterarten. Das Verbreitungsgebiet der Ammernlerche ist der Süden von Namibia. Sie fehlt hier jedoch in der Küstenregion. Sie kommt außerdem im Nordwesten der Kapprovinz vor.
- Falblerche (Spizocorys starki (Shelley, 1902) Synonym Eremalauda starki) – Keine Unterarten. Das Verbreitungsgebiet der Falblerche reicht vom südwestlichen Angola in südlicher Richtung über Namibia und den Südwesten von Botswana bis in die Südafrikanische Republik.
- Kurzschwanzlerche (Spizocorys fremantlii (Lort Phillips, 1897) Synonym Pseudalaemon fremantlii)
  - S. f. fremantlii (Lort Phillips, 1897): Nominatform – Vorkommen vom Südosten Äthiopiens bis nach Somalia.
  - S. f. megaensis (Benson, 1946) – Vorkommen im Süden Äthiopiens und im Norden Kenias.
  - S. f. delamerei (Sharpe, 1900) – Ursprünglich als eigenständige Art beschrieben, kommt diese Unterart im Süden Kenias und im Norden von Tansania vor.

## Lebensweise
Wie alle Lerchen sind auch die Spizocorys-Arten Bodenbrüter. Das Nest ist jeweils von lerchentypischer Gestalt. Es ist nicht mit Gräsern oder ähnlichem überwölbt. Die Nahrung besteht aus Insekten und Sämereien.

## Einzelbelege
1. ↑  Spizocorys fringillaris in der Roten Liste gefährdeter Arten der IUCN 2016. Eingestellt von: BirdLife International, 2016. Abgerufen am 12. März 2017.
2. ↑  Pätzold: Kompendium der Lerchen. S. 283.